# Epitausa flacida
Epitausa flacida är en fjärilsart som beskrevs av Heinrich Benno Möschler 1880. Epitausa flacida ingår i släktet Epitausa och familjen nattflyn. Inga underarter finns listade i Catalogue of Life.